# Gökhan İnler
Gökhan İnler (Olten, cantón de Soleura, Suiza, 27 de junio de 1984) es un exfutbolista suizo que jugaba de centrocampista.

## Trayectoria

### Comienzos en Suiza
İnler empezó su carrera en el Basilea pero fue prestado al FC Schaffhausen. A inicios de la temporada 2004-05, fue llevado a probarse al campeón turco Fenerbahçe junto a Önder Çengel. Sin embargo, el entonces entrenador Christoph Daum rechazó a ambos jugadores. İnler retornó a Suiza y se unió a las filas del FC Aarau. El 20 de marzo de 2005, İnler debutó en la Super Liga Suiza en una derrota en casa por 2–3 ante el Grasshoppers. En enero de 2006 firmó por el FC Zürich y colaboró en el equipo que campeonó en las temporadas 2005-06 y 2006-07. Al final de la temporada 2006-07, el volante aceptó ser transferido al conjunto de la Serie A Udinese Calcio a pesar del interés mostrado por el entrenador del Hertha Berlín, Lucien Favre.

### Udinese
İnler anotó su primer gol a los 52 minutos en una victoria de 2-1 sobre el Torino F. C. El 30 de marzo de 2008 anotó por segunda vez en la Serie A abriendo el marcador ante la A. C. F. Fiorentina, ganaron 3-1. İnler incluso asistió a Antonio Di Natale para el gol de la victoria. Acabaron la temporada en el séptimo lugar y consiguieron un cupo a la primera ronda de la Europa League.
El primer partido en la temporada de 2008-09, İnler anotó su tercer tanto en la victoria 3-1 sobre U. S. Palermo además asistió a Di Natale en otro. El 18 de septiembre, İnler anotó en la primera llave en la ronda de clasificación a la Europa League ante el Borussia Dortmund en Alemania, Udinese ganó 2-0. El conjunto italiano perdió el otro partido en casa por 2-0 gracias a 2 goles de Tamas Hajnal. La llave se definió por penales y Udinese ganó 4-3, İnler marcó el suyo. Gokhan disputó los cuatro partidos de la fase de grupos y terminaron primeros en su grupo con nueve puntos. En la ronda 16, İnler jugó los dos partidos ante el Zenit San Petersburgo y Udinese ganó 2-1 en tiempo agregado. En la ronda de cuartos de final ante Werder Bremen, Udinese perdió 3-1 de visita pero de vuelta, İnler adelantó a los dueños de casa con un maravilloso disparo de 25 yardas. El partido terminó 4-4 y Udinese no pudo avanzar a la siguiente fase. El gol de Gokhan ante Palermo fue su único gol de liga en la temporada, pero asistió tres veces, una de las cuales fue en la aplastante victoria de 6-2 sobre Cagliari en el último partido. Udinese terminó de nuevo en séptimo puesto, 5 puntos por detrás de la Roma.
La siguiente temporada fue muy complicada. İnler disputó 33 partidos y sólo proveyó una asistencia. Udinese se aseguró la permanencia en la Serie A en el penúltimo día de la temporada tras empatar con Cagliari 2-2, que también salvó la categoría. Cuatro días después, İnler anotó en el empate por 1-1 ante Italia en un partido internacional de preparación para la Copa del Mundo de 2010, su compañero de equipo Quagliarella anotó el empate para los italianos.
İnler y Udinese empezaron mal la temporada 2010-11 perdiendo cuatro de los cinco primeros partidos. Pero las cosas pronto comenzaron a dar vuelta. Udinese tuvo una racha de seis partidos sin perder con cuatro victorias al hilo. İnler anotó su primer gol en la campaña en una goleada de 3-0 sobre Cesena. Udinese no perdió en 8 partidos de 2011 y ocupó el sexto lugar. Udinese empató luego con Brescia y aplastaron a Palermo de visita por 7-0. İnler anotó ante Catania (2-0) en el decimotercer partido como imbatidos. Tras perder 2-0 ante Lecce, İnler continuó con su racha y marcó en la victoria de 2-1 sobre Napoli. Udinese acabó en la cuarta ubicación y clasificó a la cuarta ronda previa para la Champions League.

### Napoli

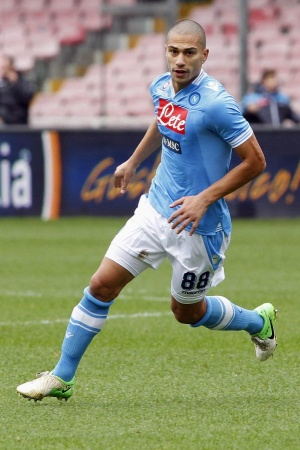
İnler con la camiseta del Napoli, año 2013.

El 11 de julio de 2011 fue adquirido por el Napoli por 15 millones de euros con un contrato de 5 años. Debutó con la camiseta azzurra el 10 de septiembre de 2011 en el partido de visitante contra el Cesena, en la fecha 1 de la liga, cuyo resultado fue una victoria por 3 a 1. Cuatro días después se produjo su debut en la Champions League, en el Etihad Stadium ante el Manchester City (1 a 1 el resultado final). Marcó su primer gol napolitano el 7 de diciembre de 2011 en el partido de visitante contra el Villarreal. Anotó un gol en los octavos de final de la Champions contra los futuros campeones del Chelsea en el Stamford Bridge. El 20 de mayo de 2012 ganó su primer título italiano, la Copa Italia, disputando como titular la final contra Juventus de Turín. Terminó su primera temporada en el Napoli con un total de 49 presencias (de las cuales 41 como titular).
El 2 de diciembre de 2012 realizó el primer doblete de su carrera contra el Pescara, en un partido que terminó con un contundente 5 a 1 para los napolitanos. En las últimas fechas de la temporada el técnico Walter Mazzarri lo reemplazó a menudo por su connacional Blerim Džemaili. Sin embargo, en la temporada siguiente, volvió a ser titular en el once del Napoli bajo la nueva guía técnica de Rafa Benítez. El 3 de mayo de 2014 se proclamó por segunda vez campeón de la Copa Italia, esta vez contra la Fiorentina. El 22 de diciembre del mismo año logró la Supercopa de Italia ante la Juventus, sustituyendo a David López y marcando el cuarto gol del Napoli en la definición por penales.

### Leicester City
El 19 de agosto de 2015, después de cuatro temporadas en la ciudad del Golfo, fichó por el Leicester City de la Premier League, firmando un contrato de 3 años.

## Selección nacional
Fue internacional con la selección de Turquía sub-21 con la que jugó 2 partidos, aunque en categoría absoluta representó a Suiza. Participó en la Eurocopa de Austria y Suiza 2008. El 2 de septiembre de 2006 debutó en un amistoso ante Venezuela en Basilea. El 16 de junio de 2010 fue el capitán de Suiza en el primer partido contra España en la fase de grupos de la Copa Mundial de 2010, Suiza ganó 1-0.
El 13 de mayo de 2014 el entrenador de la selección de Suiza, Ottmar Hitzfeld, incluyó a İnler en la lista oficial de 23 jugadores convocados para afrontar la Copa Mundial de 2014.

### Participaciones en Copas del Mundo
| Mundial              | Sede      | Resultado        | Partidos | Goles |
| -------------------- | --------- | ---------------- | -------- | ----- |
| Copa Mundial de 2010 | Sudáfrica | Primera fase     | 3        | 0     |
| Copa Mundial de 2014 | Brasil    | Octavos de final | 3        | 0     |

### Participaciones en Eurocopas
| Eurocopa      | Sede            | Resultado    | Partidos | Goles |
| ------------- | --------------- | ------------ | -------- | ----- |
| Eurocopa 2008 | Austria y Suiza | Primera fase | 3        | 0     |

## Clubes
| Club                      | País       | Año       |
| ------------------------- | ---------- | --------- |
| F. C. Aarau               | Suiza      | 2005-2006 |
| F. C. Zürich              | Suiza      | 2006-2007 |
| Udinese Calcio            | Italia     | 2007-2011 |
| S. S. C. Napoli           | Italia     | 2011-2015 |
| Leicester City F. C.      | Inglaterra | 2015-2016 |
| Beşiktaş J. K.            | Turquía    | 2016-2017 |
| Estambul Başakşehir F. K. | Turquía    | 2017-2020 |
| Adana Demirspor           | Turquía    | 2020-2023 |
| Beşiktaş J. K.            | Turquía    | 2023-2024 |

## Palmarés

### Campeonatos nacionales
| Título               | Club                      | País       | Año  |
| -------------------- | ------------------------- | ---------- | ---- |
| Superliga de Suiza   | F. C. Zürich              | Suiza      | 2006 |
| Superliga de Suiza   | F. C. Zürich              | Suiza      | 2007 |
| Copa Italia          | S. S. C. Napoli           | Italia     | 2012 |
| Copa Italia          | S. S. C. Napoli           | Italia     | 2014 |
| Supercopa de Italia  | S. S. C. Napoli           | Italia     | 2014 |
| Premier League       | Leicester City F. C.      | Inglaterra | 2016 |
| Superliga de Turquía | Beşiktaş J. K.            | Turquía    | 2017 |
| Superliga de Turquía | Estambul Başakşehir F. K. | Turquía    | 2020 |
| Copa de Turquía      | Beşiktaş J. K.            | Turquía    | 2024 |